# 克羅普弗拉赫格拉本河
48°55′24″N 10°39′11″E / 48.92339°N 10.65315°E
克羅普弗拉赫格拉本河（德語：Kropflachgraben），是德國的河流，位於該國東南部，由巴伐利亞負責管轄，屬於林迪希格拉本河的右支流，河道全長3.9公里，流經梅格斯海姆附近。